# Żarski Stawek

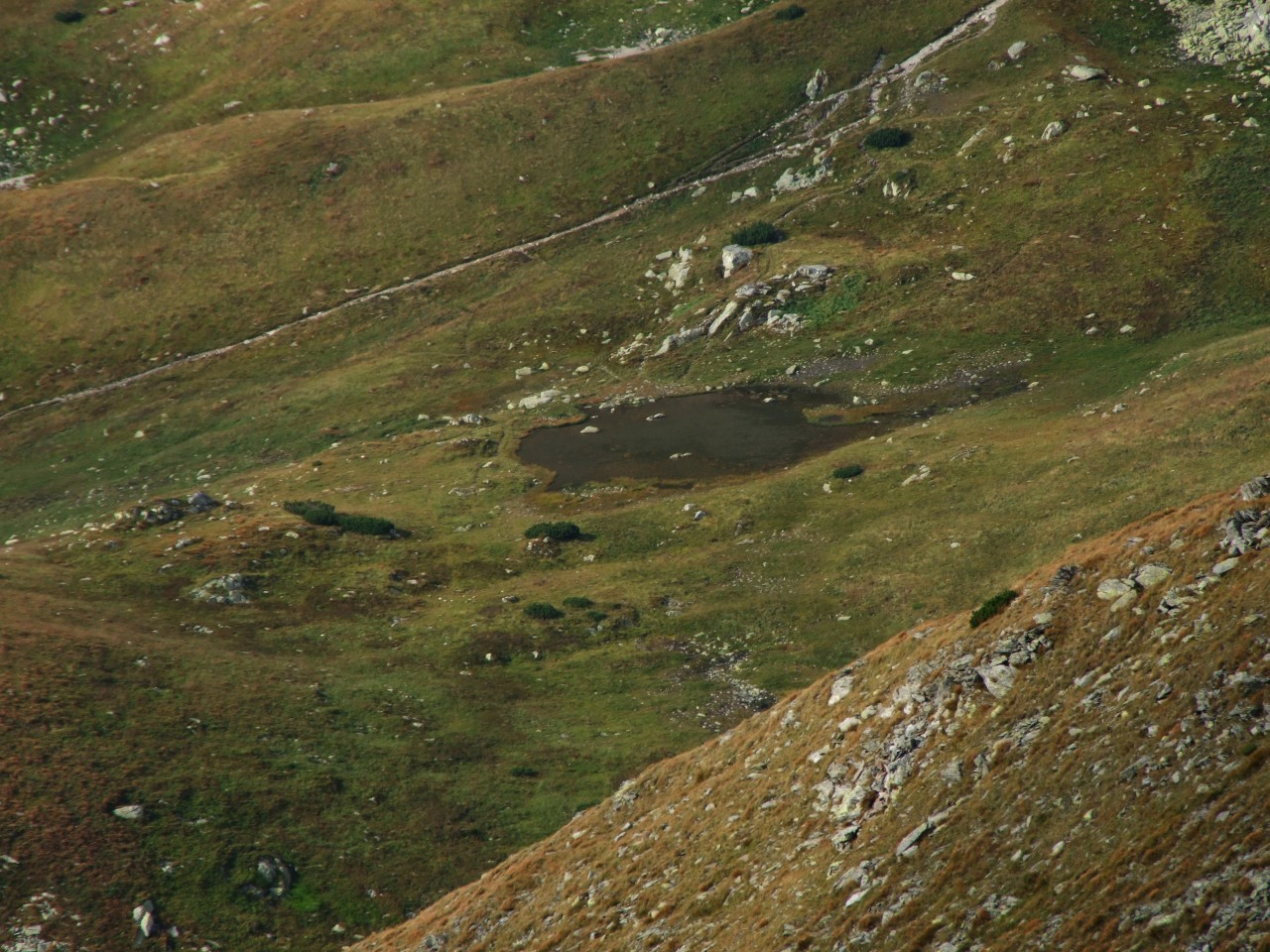
Żarski Stawek

Żarski Stawek, Stawek pod Żarską Przełęczą (słow. Pliesko pod Žiarskom sedlom) – niewielki staw w słowackich Tatrach Zachodnich.

## Opis
Znajduje się w górnym piętrze Doliny Żarskiej w tzw. Małych Zawratach, na wysokości ok. 1860 m n.p.m., pod zachodnią granią Żarskiej Przełęczy. Poniżej stawku charakterystyczna bula, po północnej stronie piętrzy się ściana Rohacza Płaczliwego. Obok stawku, którego głębokość nie przekracza 1 m, prowadzi szlak turystyczny. Otoczenie stawku jest kamienisto-trawiaste z pojedynczymi kępami kosodrzewiny. W błotnistej zatoczce stawu rośnie wełnianka pochwowata. Stawek zasilany jest niewielkim strumykiem spływającym spod Żarskiej Przełęczy.

## Nazewnictwo
W klasycznej literaturze tatrzańskiej Żarskim Stawkiem nazywany jest opisany staw pod Żarską Przełęczą. Na niektórych mapach staw ten jest opisany jako Stawek pod Żarską Przełęczą. Żarskim Stawkiem (słow. Žiarske plesko) nazwane jest natomiast niewielkie jeziorko, Stawek w Dolinie Żarskiej w środkowej części Doliny Żarskiej, tuż obok spływającego jej dnem potoku Smreczanka, ok. 300 m przed Schroniskiem Żarskim.

## Szlaki turystyczne
– zielony od Schroniska Żarskiego przez Rozdroże pod Bulą obok Żarskiego Stawku (Stawku pod Żarską Przełęczą) na Żarską Przełęcz, a dalej do rozdroża Zahrady w Dolinie Jamnickiej.
- Czas przejścia ze schroniska na przełęcz: 1:45 h, ↓ 1:20 h
- Czas przejścia z przełęczy do rozdroża Zahrady: 1:15 h, ↑ 1:40 h